# Uschakoworden
Der Uschakoworden (russisch Орден Ушакова/ Orden Uschakowa) war der höchste Orden der Seekriegsflotte der UdSSR. Er rangiert damit oberhalb des Nachimowordens. Der Orden wurde nach Fjodor Fjodorowitsch Uschakow, einem russischen Admiral benannt.
Der zweiklassige Orden wurde am 3. März 1944 von der Regierung unter Josef Stalin gestiftet und an Offiziere und Admirale verliehen. Die erste Klasse wurde beispielsweise für die Vernichtung gegnerischer Flottenkräfte oder Küstenbasen verliehen. Für die Verleihung des Ordens der zweiten Klasse musste man zum Beispiel die Vernichtung beträchtlicher gegnerischer Kräfte gegen einen zahlenmäßig überlegenen Gegner vorweisen.

## Gestaltung des Ordens

### Ordensstern

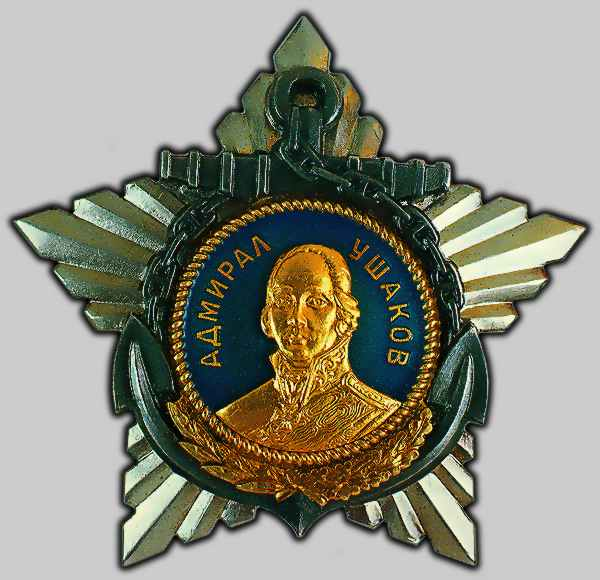
Erste Klasse

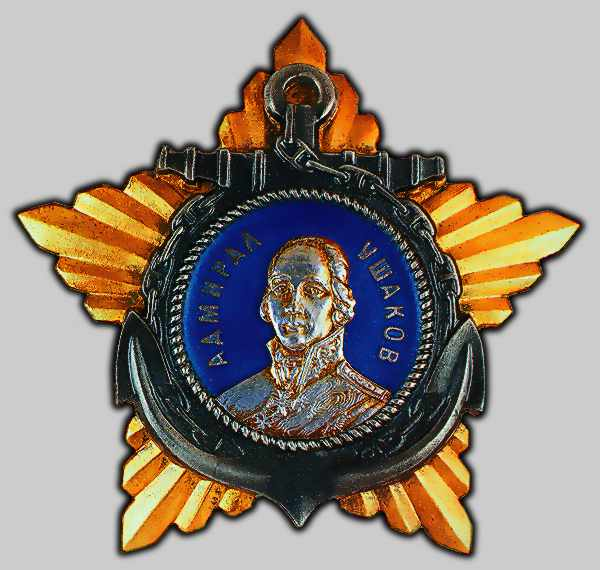
Zweite Klasse

Der Orden bestand aus einem gewölbten und mehrfach gebrochenen Stern, einem Anker und einem Medaillon. Zum Anker gehörte eine, rechts obend beginnende Kette, welche das Medaillon umschließt. Das Medaillon hatte einen Durchmesser von 23 mm. Es zeigte das Brustbild Uschakows in einem blau emaillierten Feld und die Umschrift АДМИРАЛ УШАКОВ (deutsch: Admiral Uschakow). Zum Medaillon gehörte ein seilförmiger Rand. Der Ordensstern der ersten Klasse zeigte zwischen Anker und Medaillon auf der linken Seite einen Lorbeer- und auf der rechten Seite einen Eichenzweig. Am Kreuzpunkt der Zweige, bzw. über der Ankerspitze befand sich das sowjetische Wappen, bestehend aus Hammer und Sichel. Der Orden bestand in der ersten Klasse aus Platin (Stern) und Gold (Medaillon), in der zweiten Klasse aus Gold und Silber.

### Ordensspange
Die Grundfarben der Ordensspange (Bandschnalle) waren weiß und hellblau. Die erste Klasse hatte einen 5 mm breiten Mittelstreifen und zwei Randstreifen von 1,5 mm Breite. Die zweite Klasse hatte zwei 5 mm breite Seitenstreifen, die jeweils 1,5 mm vom Rand entfernt waren.

## Verleihung
Die Verleihung des Uschakoworden  fand im Gegensatz zum Suworoworden äußerst selten statt. Der Orden Erster Klasse wurde ca. 50-mal verliehen, der Orden Zweiter Klasse ca. 200-mal. Mit dem Orden zweiter Klasse wurden auch 12 Flottenverbände geehrt. Die erste Verleihung des Uschakowordens Erster Klasse fand am 16. Mai 1944 statt.

### Zweifache Träger des Ordens Erster Klasse
unter anderem:
- Admiral L. M. Galler
- Admiral A. G. Golowko
- Admiral I. S. Issakow
- Admiral G. I. Lewtschenko
- Vizeadmiral N. G. Kusnezow
- Vizeadmiral G. N. Cholostjakow